# Universitat Kim Il-sung
La Universitat Kim Il-sung (en coreà: 김일성종합대학) és la primera universitat de Corea del Nord, construïda l'any 1946, pocs mesos després de la independència, davant la necessitat de tenir un espai d'estudis superiors al país. L'edifici està ubicat al centre de la ciutat de Pyongyang, la capital del país.

## Requisits d'estudis
La duració de les carreres universitàries a Corea del Nord depenen de si és de modalitat literària o científica. En el primer cas, la carrera dura 4 anys; en el segon, la durada arriba als 5 anys.
Per accedir al món universitari, que és públic i gratuït per a tota la societat, és imprescindible haver assolit bones qualificacions a les anteriors etapes del sistema educatiu nord-coreà.

## Tipus de carreres
Ciències Socials
- Història
- Filosofia
- Govern i economia
- Dret
- Llengua coreana
- Idiomes estrangers

Ciències Naturals
- Física
- Matemàtiques
- Biologia
- Geografia
- Química
- Geologia
- Energia atòmica
- Automatització

## Alumnes destacats
- An Kyong-ho: Director Principal del Comitè per a la Reunificació Pacífica de la Pàtria.
- Kim Jong-il: Dirigent de Corea del Nord, va estudiar a la universitat entre 1960 i 1964. Va morir el 2011.
- Kim Pyong-il: Germanastre de Kim Jong Il i ambaixador a Polònia.[1]
- Kim Jong-un: Líder suprem de Corea del Nord des de desembre de 2011, va estudiar entre 2002 i 2007.[2]
- Kyong Wonha: científic nuclear
- Andrei Lankov: Alumne de l'Australian National University, admès com a estudiant d'intercanvi el 1985.